# Amandaprisen
Amandaprisen er en norsk pris for film og fjernsyn som uddeles årligt i forbindelse med Filmfestivalen i Haugesund. Den blev første gang uddelt den 17. august 1985. Vinderne modtager en statuet udformet af Kristian Kvakland. Den er tredive centimeter høj og vejer 2,5 kilogram. Den vejede 4, 5 kilogram første gang den blev uddelt og en kvindelig prisvinder måtte angiveligt have hjælp af uddeler Roger Moore for at holde den. Fra 2005 er prisen en ren filmpris, og fjernsynsproduktioner kan ikke blive nomineret.
Initiativet til prisen blev taget af filmproducenten Bente Erichsen. Navnet Amanda er ikke filmrelateret, men kommer af visen «Amanda fra Haugesund».

## Statuetten
Haugesunds Avis udlyste i 1985 en konkurrence om udformning af statuetten. Denne blev vundet af billedhuggeren Kristian Kvakland. Også denne er ment at henspille på viseskikkelsen. Amandastatuetten vejer 2,5 kg (første gang i 1985: 4,5 kg), er 30 cm høj og har en skørtediameter på 14 cm.

## Forandringer i prisuddelingen
I 1993 var Amanda i stedet en nordisk filmpris, således at der ikke blev uddelt nogen pris for årets bedste norske biograffilm. Rigtignok vandt den norske film Telegrafisten prisen for bedste film, men også nordiske film blev nomineret. Men allerede året efter var Amanda igen en ren norsk pris.
Fra og med 2005 er prisen lavet om til en ren filmpris, således at prisen for bedste dramatiske fjernsynsproduktion er fjernet. Begrundelsen for dette er at fjernsynsprisen Gullruten er godt etableret i fjernsynsmiljøet. Derudover blev en pris for bedste instruktion tilføjet. Tidligere gik prisen for bedste film til instruktøren, men denne skal nu at gå til producenten.
Fra 2006 sker prisuddelingen på TV 2, tidligere er den blevet vist på NRK.

## Vindere
Se: Liste over Amandapris-vindere

## Uddelinger
- Amandaprisen 2008
- Amandaprisen 2009
- Amandaprisen 2010
- Amandaprisen 2016